# Aleksei Kossov
Aleksei Victorovitch Kossov (em russo:  Алексей Викторович Косов; 29 de julho de 1994) é um halterofilista da Rússia.
Em 2009, no Campeonato Europeu para juvenis (até 17 anos), Kossov ficou em quarto lugar na categoria até 77 kg. No ano seguinte, conquistou a medalha de prata nos Jogos Olímpicos da Juventude de 2010, com um total combinado de 334 kg (154 kg no arranque e 180 kg no arremesso), ficando atrás do búlgaro Georgi Chikov, que levantou 335 kg (152 kg no arranque e 183 kg no arremesso), na categoria até 85 kg.
No Campeonato Mundial Juvenil de 2011, realizado em 14 de maio, Kossov estabeleceu um recorde mundial juvenil no arranque, levantando 172 kg na categoria até 94 kg, superando em 1 kg o recorde anterior do bielorrusso Andrei Aramnov. No Campeonato Europeu Júnior do mesmo ano, quebrou novamente o recorde mundial juvenil ao levantar 173 kg no arranque.
Kossov continuou competindo na categoria até 94 kg nos anos seguintes. No IWF Grand Prix President's Cup (Copa do Presidente do Grande Prêmio da IWF) de 2011, realizado em Belgorod, ficou na quinta posição, com um total de 364 kg, 174 kg no arranque, recorde mundial juvenil, e 190 kg no arremesso. No Campeonato Europeu Júnior de 2012, em Eilat, conquistou a medalha de prata ao levantar 369 kg no total (172 kg no arranque e 197 kg no arremesso). No Campeonato Mundial Júnior de 2013, em Lima, novamente ficou com a prata, com um total de 370 kg (173 kg no arranque e 197 kg no arremesso).
Em 2014, participou do IWF Grand Prix President's Cup, em Noyabrsk, terminando em quinto lugar com 345 kg (165 kg no arranque e 180 kg no arremesso). No Campeonato Mundial Júnior de 2014, realizado em Cazã, conquistou a medalha de ouro, levantando um total de 378 kg (173 kg no arranque e 205 kg no arremesso).
No Campeonato Mundial de 2015, em Houston, Kossov alcançou 381 kg no total (181 kg no arranque e 200 kg no arremesso), tendo ficado inicialmente em sétimo, mas foi desclassificado por doping e suspenso das competições por quatro anos.
QUADRO DE RESULTADOS
| Ano  | Competição                     | Local     | Classe de peso | Arranque (kg) | Arremesso (kg) | Total (kg) | Pos. |
| ---- | ------------------------------ | --------- | -------------- | ------------- | -------------- | ---------- | ---- |
| 2009 | Campeonato Europeu Juvenil     | Eilat     | –77 kg         | 133           | 152            | 285        | 4.   |
| 2010 | Campeonato Europeu Juvenil     | Valência  | –85 kg         | 151           | 175            | 326        | 2.   |
| 2010 | Jogos Olímpicos da Juventude   | Singapura | –85 kg         | 154           | 180            | 334        | 2.   |
| 2011 | Campeonato Mundial Juvenil     | Lima      | –94 kg         | 172           | 181            | 353        | 1.   |
| 2011 | Campeonato Europeu Juvenil     | Bucareste | –94 kg         | 173           | 191            | 364        | 1.   |
| 2011 | IWF Grand Prix President's Cup | Belgorod  | –94 kg         | 174 (RMJ)     | 190            | 364        | 5.   |
| 2012 | Campeonato Europeu Júnior      | Eilat     | –94 kg         | 172           | 197            | 369        | 2.   |
| 2013 | Campeonato Mundial Júnior      | Lima      | –94 kg         | 173           | 197            | 370        | 2.   |
| 2014 | IWF Grand Prix President's Cup | Noyabrsk  | –94 kg         | 165           | 180            | 345        | 5.   |
| 2014 | Campeonato Mundial Júnior      | Cazã      | –94 kg         | 173           | 205            | 378        | 1.   |
| 2015 | Campeonato Mundial             | Houston   | –94 kg         | 181           | 200            | 381        | DSQ  |